# Cvetnye kinonovelly
Cvetnye kinonovelly (Цветные киноновеллы) è un film del 1941 diretto da Aleksandr Veniaminovič Mačeret.